# غلين بلاغي
غلين بلاغي (بالإنجليزية: Galin Bolaghi)‏ هي مستوطنة تقع في قسم انغوت الغربي الريفي في إيران. يقدر عدد سكانها بـ 67 نسمة .